# صدرالدین
صدرالدین، روستایی از توابع بخش مرکزی شهرستان چالدران در استان آذربایجان غربی ایران است.

## جمعیت
این روستا در دهستان چالدران شمالی قرار دارد و براساس سرشماری مرکز آمار ایران در سال ۱۳۸۵، جمعیت آن بنابه کوچ‌کردن اکثر روستائیان ۶۹ نفر (۱۴خانوار) بوده‌است.
که اکثر این طایفه با شهرت صدرالدین،صدرالدینی ،فاضل صدرالدینی،شناخته میشوند.ریشه ی اجدادی آنها اکثرا سیدمیباشد.که در اوایل جنگ جهانی اول بتاریخ ۱۲۹۵ اکثر آنها به شهرهای بزرگ اطراف از جمله تبریز کوچ کرده اند ودر اطراف آن ساکن شده اند.کار اجدادی انها دامپروری و دامداری و کشاورزی بوده است.